# MIL (動画制作)
MIL（ミル）は、視聴者にとって再生されるだけの動画から、アクションを促す動画へと変化させる日本初のインタラクティブ動画制作プラットフォーム事業者。

## 沿革
- 2018年
  - 3月 - MIL株式会社　設立
  - 12月 - 「360度インタラクティブ動画」をリリース
- 2019年
  - 3月 - 「フォーム機能」をリリース
  - 12月 - 「スイッチング機能」をリリース
- 2021年
  - 3月 - インタラクティブ動画制作のための「デザインガイドライン」を提供開始
  - 12月 -  セールスフォースとインタラクティブ動画の視聴データを連携する「MIL for Salesforce」をAppExchangeで提供開始